# Ross Hull
Ross Hull (* 25. August 1975 in Montreal) ist ein kanadischer Schauspieler und Wetteransager.  
Hull besuchte die St. Thomas High School in Pointe-Claire, in Québec. Im Anschluss studierte er an der Ryerson University Radio & Television Arts program. Nach seinem Abschluss mit einem Bachelor wurde Hull im Januar 2005 Wetteransager bei The Weather Network.
Seine bekanntesten Rollen spielte Hull in Grusel, Grauen, Gänsehaut und Student Bodies. Für erstere wurde er im Jahr 1993 gemeinsam mit Jason Alisharan, Rachel Blanchard, Nathaniel Moreau, Raine Pare-Coull, Jodie Resther, Jacob Tierney für einen Young Artist Award in der Kategorie Outstanding Performers in a Childrens Program nominiert. Hull lebt offen homosexuell.

## Filmografie
- 1987: Die Unbarmherzigen (Nowhere to Hide)
- 1991: Haute tension
- 1991: Eric's World
- 1991–1996: Grusel, Grauen, Gänsehaut (Are You Afraid of the Dark?, Fernsehserie, 68 Folgen)
- 1994–1995: Amanda und Betsy (Ready or Not, 4 Folgen)
- 1994: The Mighty Jungle (Folge 1x02)
- 1995: Der stählerne Adler IV (Iron Eagle IV)
- 1996: Urteil ohne Gerechtigkeit (Beyond the Call)
- 1997: Ein Mountie in Chicago (Due South, Fernsehserie, Folge 1x05)
- 1997–1999: Student Bodies (65 Folgen)
- 1999: Fearless
- 2001: Mutant X (Fernsehserie, Folge 1x03)
- 2004: Stargate Atlantis (Fernsehserie, Folge 1x05)